# Luis Pavez Contreras
Luis Antonio Pavez Contreras (Santiago, 25 de junio de 1988) es un exfutbolista chileno que se desempeñó como mediocampista de contención. Su último club fue San Luis de Quillota.

## Carrera
Llegó a la tienda árabe a los 10 años, tras probar suerte en Colo Colo, donde tuvo que salir por una lesión en el brazo que le impidió ganara continuidad. Así fue subiendo de categorías en La Cisterna, y su regularidad le valió ser llamado a la selección Sub-17 por Jorge Aravena en 2005, aunque no pudo jugar. Daniel Salvador lo subió al primer equipo, pero debutó con Jaime Pizarro.
A pesar de no ser considerado para la Sub-20 que fue tercera en Canadá, Pavez siguió trabajando, hasta consolidarse en el primer equipo de Palestino en 2008. Con Luis Musrri como DT, el contención es un titular indiscutido. El 25 de diciembre de 2009 se convierte en refuerzo de Colo-Colo para el 2010.
En diciembre de 2011 se determina un préstamo de Pavez hacia Cobresal.
Para el 2013 se confirma su préstamo a la Unión Española, donde ha mostrado un buen nivel de juego tanto en el torneo nacional como en la Copa Libertadores de América.
En el año 2014 se confirma su traspaso hacia Ñublense, donde descendió a final de temporada. 
En el segundo semestre de 2015 se suma a Coquimbo Unido. A mediados de 2016 parte al fútbol mexicano, pasando por Potros UAEM y Celaya. En el año 2018 vuelve a Unión Española, permaneciendo en el conjunto hispano durante cuatro temporadas.
El 11 de diciembre de 2022 se convierte en nuevo jugador de Coquimbo Unido, sumando su segundo paso por los piratas.  Pavez Contreras pateó el penal que le dio el triunfo a los aurinegros contra Deportes La Serena, en el Clásico de la Región de Coquimbo disputado por Copa Chile. 
A principios de 2024 es confirmado como nuevo refuerzo de San Luis de Quillota, sin embargo, a pesar de tener contrato hasta diciembre del 2024, decide retirarse a mediados de ese año.  

## Selección Nacional
Participó en el Torneo Esperanzas de Toulon jugado en Francia donde obtuvo el primer lugar con la Selección Nacional junto a compañeros como Eduardo Vargas, Gerson Martínez, Cristóbal Jorquera, entre otros. Y en el 2011 ha sido llamado para participar de la Selección Chilena Sub-25 que se enfrentara en partidos amistosos frente a Ecuador.

## Clubes
| Club           | País   | Año       |
| -------------- | ------ | --------- |
| Palestino      | Chile  | 2006-2009 |
| Colo-Colo      | Chile  | 2010-2011 |
| Cobresal       | Chile  | 2012      |
| Unión Española | Chile  | 2013-2014 |
| Ñublense       | Chile  | 2014-2015 |
| Coquimbo Unido | Chile  | 2015-2016 |
| Potros UAEM    | México | 2016-2017 |
| Celaya FC      | México | 2017-2018 |
| Unión Española | Chile  | 2018-2022 |
| Coquimbo Unido | Chile  | 2023      |
| San Luis       | Chile  | 2024      |

## Títulos

### Torneos nacionales
| Título           | Equipo (*)     | País  | Año    |
| ---------------- | -------------- | ----- | ------ |
| Primera División | Unión Española | Chile | 2013-T |